# Рёккинген
Рёккинген (нем. Röckingen) — община в Германии, в земле Бавария. 
Подчиняется административному округу Средняя Франкония. Входит в состав района Ансбах. Подчиняется управлению Хессельберг.  Население составляет 733 человека (на 31 декабря 2010 года). Занимает площадь 10,91 км².
Коммуна подразделяется на 5 сельских округов.

## Население
По оценке на 31 декабря 2015 года население общины Рёккинген составляет 750 чел. 

| Дата      | 1840 | 1871 | 1900 | 1925 | 1939 | 1950 | 1961 | 1970 | 1987 | 2011 |
| --------- | ---- | ---- | ---- | ---- | ---- | ---- | ---- | ---- | ---- | ---- |
| Население | 808  | 731  | 688  | 698  | 647  | 905  | 713  | 705  | 705  | 736  |

| Год       | 1960 | 1970 | 1980 | 1990 | 2000 | 2009 | 2010 | 2011 | 2012 | 2013 | 2014 | 2015 |
| --------- | ---- | ---- | ---- | ---- | ---- | ---- | ---- | ---- | ---- | ---- | ---- | ---- |
| Население | 690  | 705  | 678  | 727  | 750  | 735  | 733  | 735  | 725  | 728  | 737  | 750  |